# Els senyors de l'acer
Els senyors de l'acer (títol original en anglès: Flesh and Blood) és una pel·lícula hispano-neerlandeso-estatunidenca de Paul Verhoeven, estrenada l'any 1985, reconstruint les pràctiques de les Grans companyies lluitant al costat dels que donaven més. És sovint citada com una de les grans obres del «medieval realista». Ha estat doblada al català.

## Argument
Al segle xvi, una banda de mercenaris vol venjar-se del senyor Arnolfini. Segresten i violen la promesa del fill d'aquest últim i a continuació fan regnar el terror en el seu castell…

## Repartiment
- Rutger Hauer: Martin
- Jennifer Jason Leigh: Agnes
- Tom Burlinson: Steven
- Jack Thompson: el capità Hawkwood
- Brion James: Karsthans
- Fernando Hilbeck: Arnolfini
- Susan Tyrrell: Celine
- Ronald Lacey: Cardenal
- John Dennis Johnston: Summer
- Jake Wood: Little John

## Al voltant de la pel·lícula[calcitació]
La pel·lícula comprèn una escena de violació particularment crua pel cinema de l'època.
Es tracta d'una prefiguració de les produccions del període hollywoodienc del director, perceptible en la progressió de les seves pel·lícules.
La reconstitució considera el seu desenvolupament a l'època històrica de la Renaixement, encara que l'essencial de l'equip i dels llocs en la pel·lícula mostren més aviat els trets de l'època medieval per les seves tècniques de guerra.
Amb aquesta pel·lícula, Verhoeven troba el seu actor fetitxe de Turks fruit, Rutger Hauer, a qui confia el paper principal.

El primer paper femení és per Jennifer Jason Leigh, que debuta al cinema. Verhoeven dirà d'ella 
| « | No hi ha cap més gran actriu a Amèrica | » |

. El seu paper de princesa verge unida a la banda de mercenaris armats porta una sèrie de personatges fràgils i tèrbols, confirmats en les seves composicions ulteriors.
Aquesta pel·lícula és considerada com «de culte», sobretot des de l'època dels adeptes dels joc de rol. També és sovint comparada a la sèrie de jocs i de llibres The Witcher (encara que l'obra pertanyi al registre de la fantasia) per la seva ambientació medieval realista que no perdona res als personatges i comporta menys aspectes idealitzats/propis que la majoria d'obres que tracten de l'edat mitjana.